# Коџи Сасаки
Коџи Сасаки (јап. 佐々木 康治; 30. јануар 1936) бивши је јапански фудбалер.

## Каријера
Током каријере је играо за Dunlop Japan.

## Репрезентација
За репрезентацију Јапана дебитовао је 1958. године. За тај тим је одиграо 14 утакмица и постигао 1 гол.

## Статистика
| Јапан  | Јапан   | Јапан  |
| Година | Наступи | Голови |
| ------ | ------- | ------ |
| 1958.  | 2       | 0      |
| 1959.  | 8       | 0      |
| 1960.  | 1       | 1      |
| 1961.  | 3       | 0      |
| Укупно | 14      | 1      |